# 泰国地区

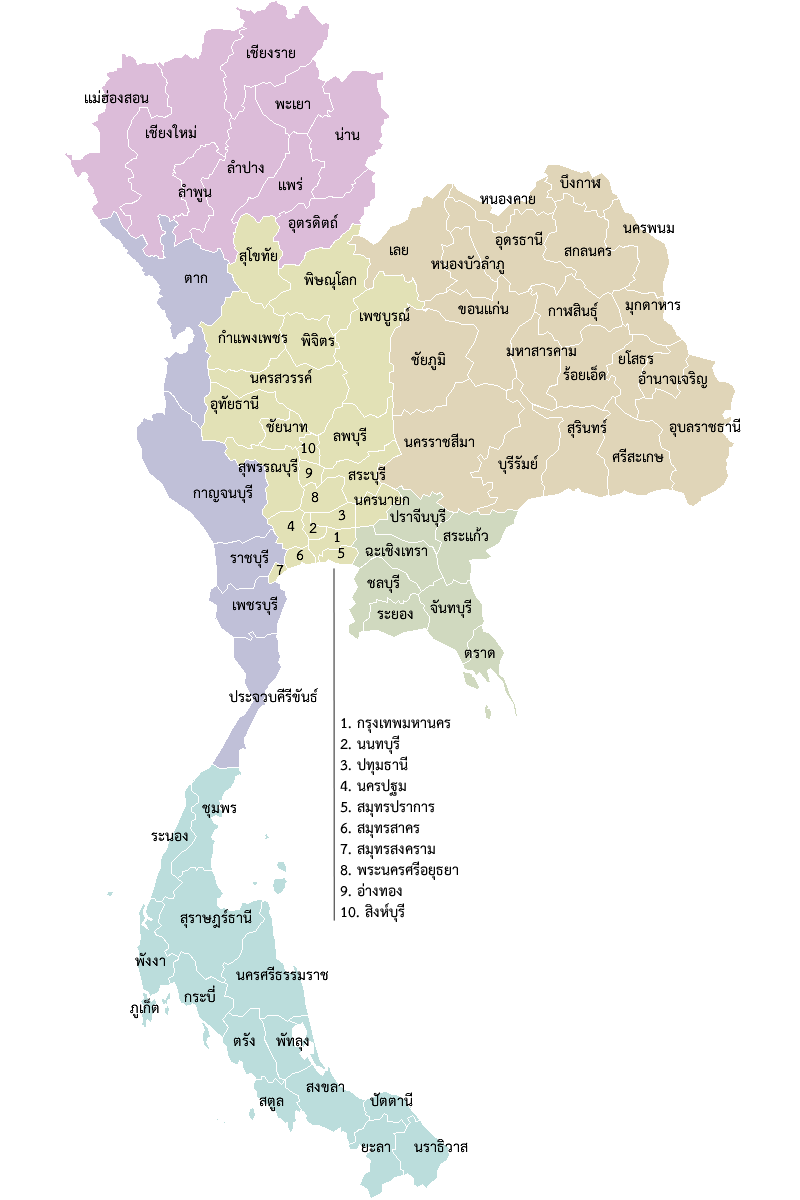
泰國六大區域

泰國四大區域

泰國的一級行政區基於不同目的可分為數個地理區域。一般以六大區域或四大區域最常見，但非唯一標準，不同單位因不同需求及依據，會對分區方式進行微調。

## 六大區域
六區域系統通常用於地理和科學目的。該系統可追溯到1935年。它於1977年由國家研究委員會任命的國家地理委員會正式制定。
| 地區         | 地圖 | 面積        | 人口       | 最大城市     |
| ------------ | ---- | ----------- | ---------- | ------------ |
| 泰國北部地區 |      | 96,077 km²  | 6,350,499  | 清邁         |
| 泰国東北地区 |      | 167,718 km² | 22,017,248 | 那空叻差是玛 |
| 泰国中部地区 |      | 91,799 km²  | 20,183,134 | 曼谷         |
| 泰国西部地区 |      | 53,769 km²  | 3,430,314  | 華欣         |
| 泰国東部地区 |      | 34,481 km²  | 4,841,806  | 昭披耶素拉沙 |
| 泰国南部地区 |      | 73,848 km²  | 9,454,193  | 合艾         |

## 四大區域
四大分區系統，用於一些行政和統計背景，也作為一個鬆散的文化分組。這也是國家電視台在討論區域性事件時最常用的區域系統。它將國家劃分為以下區域：
- 泰國北部地區
- 泰國東北地區（依善地區）
- 泰國中部地區
- 泰國南部地區